# Judy Forgot
Judy Forgot è un film muto del 1915 diretto da T. Hayes Hunter. L'attrice Marie Cahill, protagonista del film, aveva già interpretato il personaggio di Judy Evans a teatro. La commedia musicale di Avery Hopwood (suo il libretto e le parole delle musiche scritte da Silvio Hein) era andata in scena il 6 ottobre 1910 al Broadway Theatre.

## Produzione
Il film fu prodotto dall'Universal Film Manufacturing Company.

## Distribuzione
Distribuito dall'Universal Film Manufacturing Company, il film uscì nelle sale cinematografiche USA il 9 agosto 1915.